# François Mauriceau

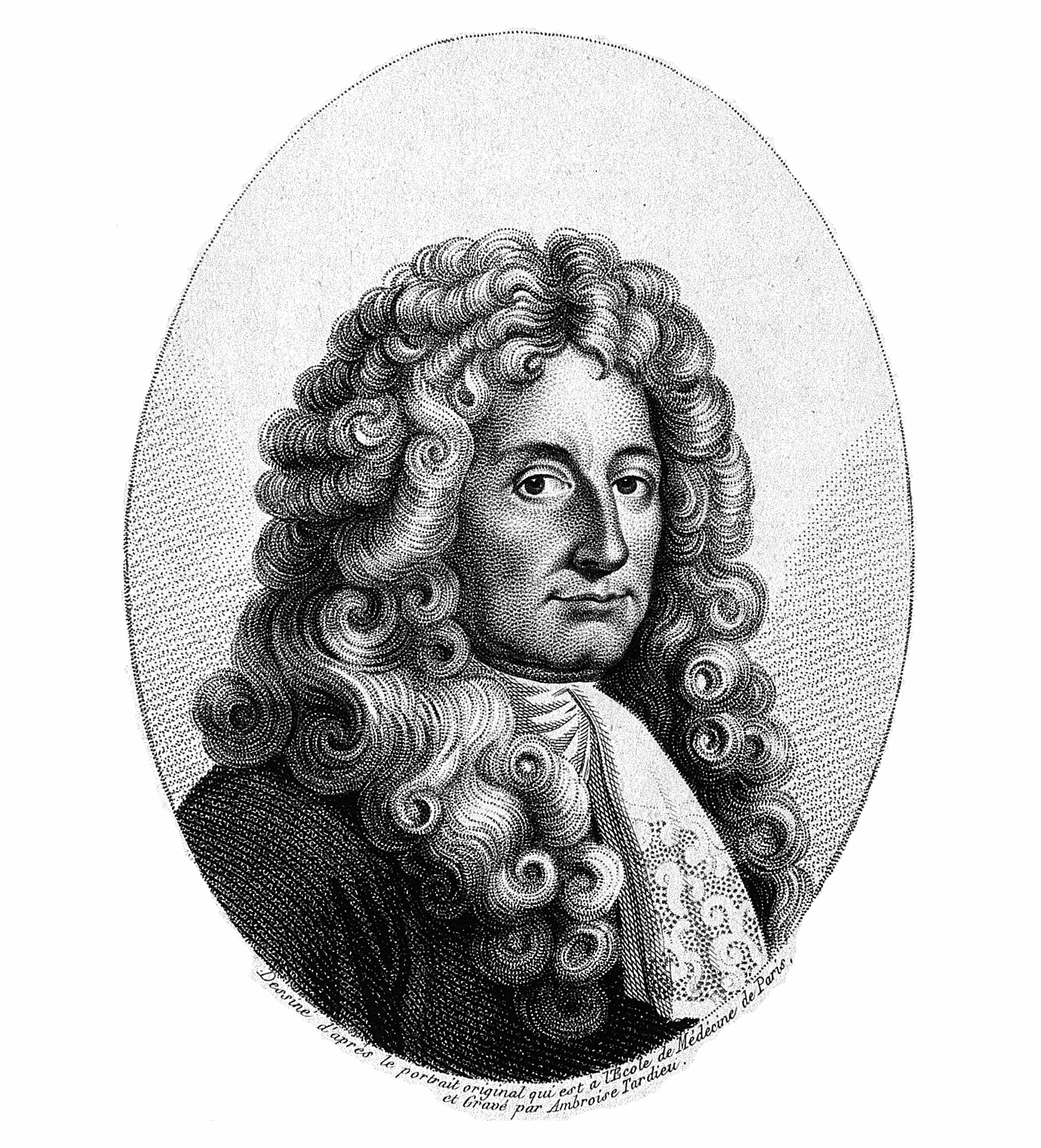
François Mauriceau

François Mauriceau (*  1637 in Paris; † 17. Oktober 1709 ebenda) war ein französischer Wundarzt und Geburtshelfer.
Als Geburtshelfer machten ihn seine genauen und detaillierten Beobachtungen und Untersuchungen des Fötus, der schwangeren Gebärmutter, des weiblichen Beckens und der Geburtshilfetechniken  zu einem außergewöhnlichen Mediziner in seiner Zeit. Die Ergebnisse seiner Beobachtungen wurden von ihm zusammengestellt und in einem geburtshilflichen Lehrbuch mit einer Sammlung von Fallbeispielen publiziert. Es erschien, wie auch die Hebammenlehrbücher, nicht in der damaligen Wissenschaftssprache Latein, sondern in französischer Sprache.

## Leben und Wirken
Nach dem Erlernen der Chirurgie wurde er Propst des College von St. Cosmas, prévôt du collège de chirurgie Saint-Côme. Er spezialisierte sich dann auf die Geburtshilfe und wurde zum ersten Geburtshelfer am Hôtel-Dieu de Paris, premier médecin accoucheur de l’Hôtel-Dieu. In Paris war er auch als Wundarzt tätig.
Mauriceau war einer der führenden Geburtshelfer im 17. Jahrhundert in Europa.
Mit seiner Veröffentlichung aus dem Jahre 1668 Traité des Maladies des Femmes et Accouchées Grosses, Abhandlung über die Krankheiten der Schwangerschaft und Geburt, gehörte er zu den Ärzten, die die Geburtshilfe als Wissenschaft etablierten.
Mit der englischen Chirurgen- und Geburtshelfer-Dynastie um Peter Chamberlen (1560–1631) und dessen Nachkommen setzte er sich kritisch auseinander, so griff er diese wegen ihrer Geheimhaltung um die Entwicklung und Anwendung der von ihnen konstruierten bzw. verbesserten Geburtszangen an und überzeugte viele seiner damaligen Kollegen von seiner Haltung. Um 1600 der englische Arzt P. Chamberlen erfand die Geburtszange, von ihm und seinen Nachkommen eigennützig als Berufs- und Familiengeheimnis gehütet.
Mauriceau wird auch mit der Verbesserung klassischer Geburtstechniken, so etwa beim Vorgehen bei einer Beckenendlage, in Verbindung gebracht.
Er gab eine Beschreibung der Eileiterschwangerschaft (Tubargravidität), gleichzeitig mit und unabhängig von der deutschen Hebamme Justine Siegemundin.
Er beschrieb, aus dem Verständnis seiner Zeit, das Krankheitsbild der Eklampsie, unterschied diese von Krampfanfällen und brachte sie in Verbindung mit der Schwangerschaft.
Dem Kaiserschnitt, sectio caesarea stand er kritisch gegenüber, so in seiner Traité des maladies des femmes grosses et des accouchées (1668). Überlebte doch, im 17. Jahrhundert,  fast keine der Schwangeren einen solchen Eingriff.

## Schriften (Auswahl)
- Les Maladies des Femmes grosses et accouchées.  Avec la bonne et véritable Méthode de les bien aider en leurs accouchemens naturels, & les moyens de remédier à tous ceux qui sont contre-nature, & aux indispositions des enfans nouveau-nés... Paris Henault, d'Houry, de Ninville, Coignard (1668). 2. Auflage, Paris 1675 (Digitalisat): 3. Auflage, Paris 1681 (Digitalisat); 4. Auflage, L. d’Houry, Paris 1694 (Digitalisat); 7. Auflage, Paris 1740 (Digitalisat)
  - Deutsch: Tractat von denen Kranckheiten schwangerer und gebährender Weibs-Personen. J. J. Schorndorff, Basel 1757 (Digitalisat)
- Observations sur la grossesse et l'accouchement des femmes et sur leurs maladies et celles des enfans nouveau-nez. Paris, Anisson, (1694) (Digitalisat)
  - Deutsch: Martin Schurig (Übersetzer). Des berühmten Frantzös. Chirurgi Francisci Mauriceau siebenhundert Observationes. J.J. Winckler, Dresden 1709  (Digitalisat)